# Jules Pierre van Biesbroeck
Jules Pierre van Biesbroeck (Portici, 25 ottobre 1873 – Bruxelles, 27 gennaio 1965) è stato un pittore e scultore belga.

## Biografia
Jules Pierre van Biesbroeck era figlio di Jules Evarist van Biesbroeck (1848-1920), pittore di Gand. Nacque in Italia a Portici, nei pressi di Napoli, durante un viaggio compiuto dai genitori: nell'Ottocento molti artisti compivano viaggi formativi in Italia ed il padre di Jules non fece eccezione; si trattò di un viaggio importante perché il bambino aveva già due anni quando la famiglia rientrò a Gand.
Il ragazzo dopo un breve periodo di pratica con il padre fu iscritto all'Accademia di belle arti di Gand. La sua prima tela, Le Pâtre, la vendette alla Triennale di Gand. Nel 1888, a soli 15 anni, debuttò al Salon des Champs-Elysées di Parigi con la monumentale opera Le lancement d'Argo. La tela, di 7,5 metri per 2,6, suscitò molto scalpore per la nudità dei personaggi. Il ragazzo, convocato a Parigi, colpì per la giovane età e con sorpresa di tutti ottenne una menzione d'onore; tuttavia, condizione a che si potesse esporre il quadro, i personaggi furono rivestiti con drappeggi.
Nel 1895 iniziò a dedicarsi anche alla scultura ed il suo talento fu premiato da varie commesse tra cui un monumento a François Laurent per una piazza di Gand, e un altro in onore di Jean Volder. 
Nel 1897 giunse secondo al "Prix de Rome belge" per la scultura, dopo Henri Boncquet, e nel 1898 arrivò ancora secondo nella sezione dedicata alla pittura.
In Italia è possibile ammirare la sua "Deposizione" a Bordighera nella Chiesa della Immacolata Concezione o Terrasanta. Il suo legame con la città di Bordighera la si deve al padre che, allo scoppio della prima guerra mondiale lasciò Gand per trasferirsi prima in Costa Azzurra e poi nella cittadina ligure dove morì il 19 luglio 1920.
Nel 1926 viaggiò in Nord Africa, dove subì il fascino dell'Algeria. La luce e le atmosfere del Maghreb lo spinsero a usare colori più chiari e a dedicarsi a soggetti orientaleggianti. Algeri ebbe una tale influenza su di lui, che vi risiedette per nove anni sino al 1938. Famoso divenne il suo atelier, chiamato “La volière”.
Nel 1938 rientrò a Gand e nel 1965 morì a Bruxelles.